# Heteragrion atrolineatum
Heteragrion atrolineatum är en trollsländeart som beskrevs av Donnelly 1992. Heteragrion atrolineatum ingår i släktet Heteragrion och familjen Megapodagrionidae. Inga underarter finns listade i Catalogue of Life.